# Pristimantis torrenticola
Espèce
Synonymes
- Eleutherodactylus torrenticola Lynch & Rueda-Almonacid, 1998

Statut de conservation UICN

 CR B1ab(iii) : 
En danger critique
Pristimantis torrenticola est une espèce d'amphibiens de la famille des Craugastoridae.

## Répartition
Cette espèce est endémique du département de Caldas en Colombie. Elle se rencontre dans la municipalité de Samaná entre 1 800 et 2 400 m d'altitude sur le versant Est de la cordillère Centrale.

## Description
Les mâles mesurent de 26,2 à 32,1 mm et les femelles de 39,7 à 52,6 mm.

## Publication originale
- Lynch & Rueda-Almonacid, 1998 : Additional new species of frogs (genus Eleutherodactylus) from cloud forests of eastern Departamento de Caldas, Colombia. Revista de la Academia Colombiana de Ciencias Exactas Fisicas y Naturales, vol. 22, no 83, p. 287-298 (texte intégral).